# Oriolo Romano
Oriolo Romano es un municipio italiano situado en la provincia de Viterbo, en el Lazio. Tiene una población estimada, a fines de agosto de 2024, de 3712 habitantes.

## Evolución demográfica
| Gráfica de evolución demográfica de Oriolo Romano entre 1861 y 2024 |
|                                                                     |
| Fuente: ISTAT - Elaboración gráfica de Wikipedia                    |